# Kurpfälzisches Museum Heidelberg

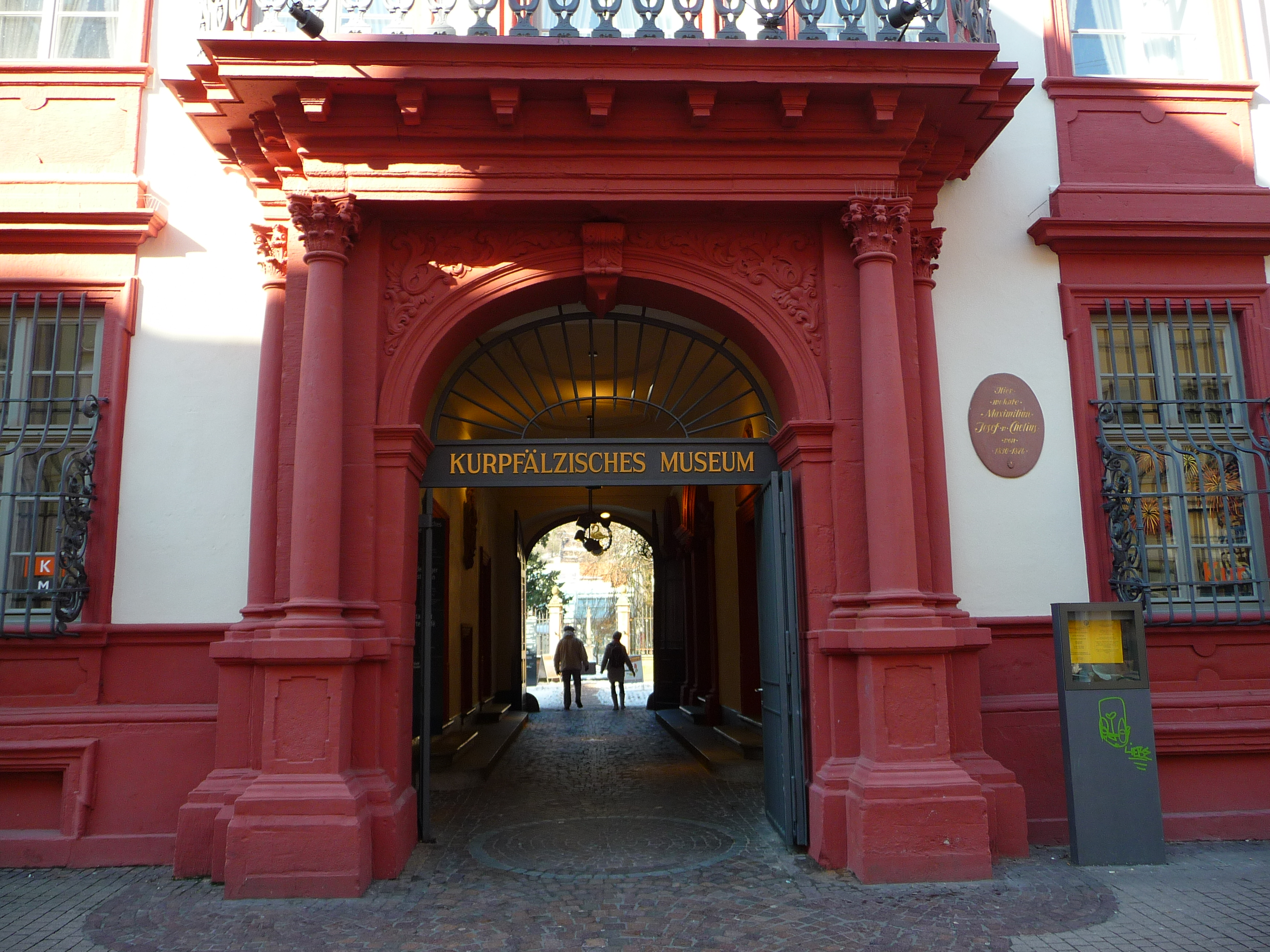
Portal des Kurpfälzischen Museums Haupteingang, März 2010

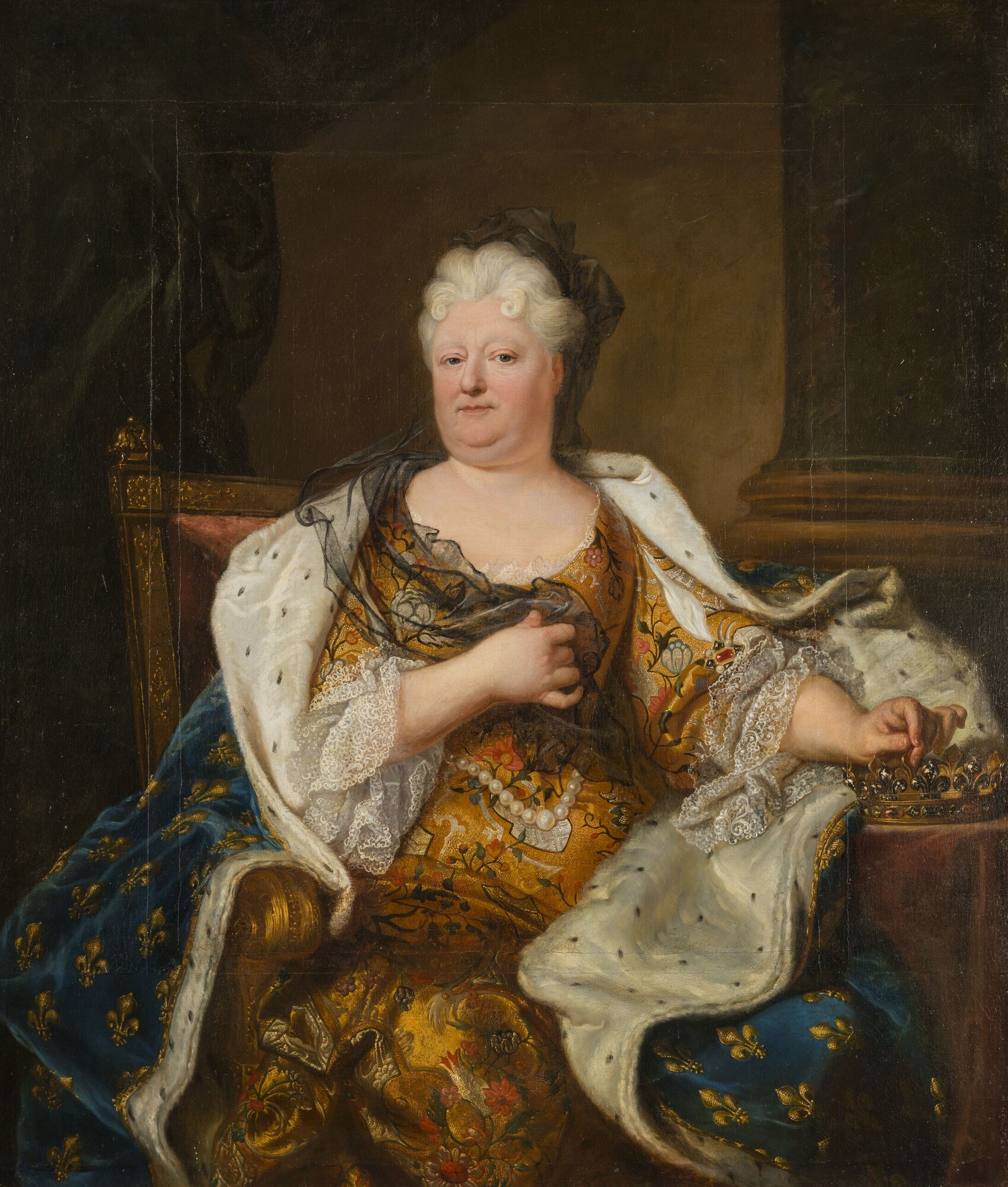
Porträt der Liselotte von der Pfalz auf einem Ölgemälde nach Hyacinthe Rigaud, 1713

Das Kurpfälzische Museum Heidelberg (früher: Kurpfälzisches Museum der Stadt Heidelberg) beherbergt die kunst- und kulturhistorischen Sammlungen der Stadt Heidelberg.

## Geschichte
Den Grundstock seiner Sammlung bildete 1878/79 der Ankauf der Graimberg’schen „Alterthümerhalle“ durch die Stadt Heidelberg. Das Museum wurde 1908 unter der Bezeichnung Städtische Kunst- und Alterthümersammlung eröffnet. Es ist im Palais Morass, dem 1936 die ehemalige Universitätsfechthalle und in den 1980er Jahren ein Neubau angegliedert wurden, mit direktem Zugang von der Hauptstraße (Fußgängerzone) untergebracht.
Direktoren
- 1912–1934: Karl Lohmeyer
- 1948–1964: Georg Poensgen
- 1964–1978: Klaus Mugdan
- 1978–1996: Jörn Bahns
- 1998–2001: Thomas Werner
- seit 2002: Frieder Hepp

## Bestände

### Archäologie
Die archäologische Abteilung präsentiert in sieben Räumen auf 1500 m² Fläche Archäologie und Geschichte des Unteren Neckarlandes. Der Rundgang durch die Epochen beginnt im Untergeschoss, wo der Besucher als erstes auf das Thema „Methoden der Archäologie“ stößt. Darauf folgt bereits einer der Höhepunkte: eine Kopie des Unterkiefers von Mauer, des Typusexemplars von Homo heidelbergensis. Ein lebensgroßes Diorama zeigt den Alltag einer Familie aus der Jungsteinzeit. Auf die Sektion der Bronzezeit und Kelten folgt die Römerzeit, die den weitaus größten Raum einnimmt. Die vielen Heidelberger Bodenfunde ermöglichen Lebensbilder von Alltag und Erwerbsgrundlage der Menschen im 1./2. Jahrhundert n. Chr. Eine lebensgroße Rekonstruktion des Heidelberger Mithräums gehört zu den Attraktionen des Museums. In der Sektion Mittelalter und Frühe Neuzeit erzählen schlaglichtartig einige wenige Exponate von der Blütezeit Heidelbergs als kurpfälzische Residenz. Der Gang durch die Geschichte endet mit dem Heiligenberg, dessen vieltausendjähriger Geschichte ein eigener Saal gewidmet ist.

### Gemälde

Carl Spitzweg, Der eingeschlafene Wächter, Ölgemälde um 1875

Werke vom 15. bis zum 20. Jahrhundert erwarten den Besucher der Gemäldeabteilung. Gemälde begleiten die Besucher nahezu durch das gesamte Museum. In Art einer Ahnengalerie wird mit Porträts im Eingangsbereich die Geschichte der ehemaligen Kurpfalz nachvollziehbar. Unter ihnen sind die lebensgroßen Staatsporträts von Friedrich V. und seiner Gattin Elizabeth Stuart, das Altersbildnis der Liselotte von der Pfalz und das Konterfei des Hofnarren Perkeo besondere Anziehungspunkte. Das 18. Jahrhundert, die Zeit des Kurfürsten Carl Theodor, wird im Palais Morass lebendig, dessen „Stilräume“ im zweiten Geschoss zudem mit zeittypischen Bildern des Rokoko, Biedermeier und Empire dekoriert sind.
In der Gemäldegalerie ragen unter der älteren Malerei mit ihren religiösen Sujets Arbeiten Rogier van der Weydens und Lucas Cranachs d. Ä. heraus, während aus der Sammlung Posselt mit ihren vornehmlich holländischen Kabinettbildern des 17. Jahrhunderts vor allem die Stillleben Beachtung verdienen. Die für Heidelberg so bestimmende Kunst der Romantik bildet den Schwerpunkt innerhalb der Sammlung neuerer Malerei. Die erste Hälfte des 19. Jahrhunderts ist vornehmlich mit italienischen Landschaften eines Georg Augusts Wallis, Carl Rottmann und Ernst Fries präsent, für die zweite Hälfte des 19. Jahrhunderts stehen Werke von Anselm Feuerbach, Gustav Schönleber und Wilhelm Trübner. Arbeiten von Alexander Kanoldt, Alexej von Jawlensky und Max Beckmann repräsentieren die klassische Moderne.

### Graphik
Mit 7.000 Aquarellen und Zeichnungen sowie annähernd 13.000 Druckgraphiken umfasst die Graphische Sammlung lichtempfindliche Blätter aus dem ausgehenden Mittelalter bis zum 20. Jahrhundert, die aus konservatorischen Gründen nur in zeitlich befristeten Sonderausstellungen gezeigt und auf Wunsch nach Voranmeldung vorgelegt werden können. Das 18. Jahrhundert ist mit umfangreichen Arbeiten der Künstler Peter Anton von Verschaffelt und F. A. Leydensdorff vertreten. Wie bei den Gemälden gibt es einen Sammlungsschwerpunkt bei Zeichnungen und Aquarellen der Heidelberger Romantiker, die jeweils mit großen Konvoluten und Skizzenbüchern präsent sind. Zu den Zimelien zählt dabei unter anderem die sogenannte „Café Grèco-Serie“ Karl Philipp Fohrs, zarteste Bleistiftporträts der Anfang des 19. Jahrhunderts im römischen Café Grèco verkehrenden deutschen Künstlerfreunde. Auch das 20. Jahrhundert ist vornehmlich mit Arbeiten regionaler Künstler vertreten, aber auch mit herausragenden Einzelarbeiten wie Marc Chagalls „Der Blaue Bär“.
Unter den druckgraphischen Blättern ragt eine Sammlung von circa 200 historischen Flugblättern heraus, die durch Heidelbergensien – Porträts, Ereignisblätter und topographische Darstellungen zur ehemaligen Kurpfalz – erweitert wird. Einen breiten Raum nehmen Einzelblätter und Serien aus dem 17. bis 19. Jahrhundert zum Thema Schloss und Stadt ein.
1937 wurde in der Nazi-Aktion „Entartete Kunst“ vier Bilder aus der Sammlung beschlagnahmt:
- Georg Friedrich Göttler (1899–1973): Tropenlandschaft (Aquarell, 26,9 × 28,1 cm; zerstört)
- Edvard Munch: Die Urne (Lithografie, 46 × 26,5 cm, 1896; 1939 versteigert, Verbleib unbekannt)[3]
- Emil Nolde: Landschaft (Aquarell, 31,8 × 43,5 cm; 1940 über Hildebrand Gurlitt verkauft, Verbleib unbekannt)
- Christian Rohlfs: Herbstfarben (Aquarell, 51,2 × 34,5 cm, 1920; 1940 über Gurlitt verkauft, Verbleib unbekannt)

### Kunsthandwerk
Die Abteilung Kunsthandwerk enthält unter anderem umfangreiche Sammlungsbestände in den Bereichen Porzellan, Münzen und Medaillen, Möbel und Glas. Die Bestände der Kunsthandwerkabteilung sind im gesamten Bereich des Palais Morass und seiner Flügelbauten ausgestellt. Die qualitätvollen, gegen 1790 ausgestatteten Gesellschaftsräume verbinden sich mit den Möbeln, Porzellanen (Frankenthaler Porzellan) und Fürstenportraits zu einem Gesamtbild, das die Wohnkultur des ausgehenden 18. Jahrhunderts repräsentiert. Im Obergeschoss verdeutlichen Stilzimmer vom Empire bis zum Historismus das Wohngefühl des 19. Jahrhunderts, unterbrochen von Sammlungsräumen, die Glas, Porzellan und Fayence präsentieren. Besonders reizvoll sind die Gegenüberstellungen von Rokoko und III. Rokoko sowie eine Textilpassage mit den Kostümen einer Heidelberger Familie aus der Zeit von 1750 bis 1930 in der jeweils zeitgenössischen Umgebung. Die bedeutende Sammlung Frankenthaler Porzellans ist durch eine Spezialsammlung von Solitaires und Déjeuners bereichert, wie sie selten in dieser Qualität und Menge zu finden ist. Das Prunkstück der Abteilung ist das über zweihundert Jahre verschollene Straßburger Silberservice (Tafelsilber) der letzten Kurfürstin Elisabeth Augusta (1721–1794), das in der historischen Deckung ausgestellt ist.

### Galerie

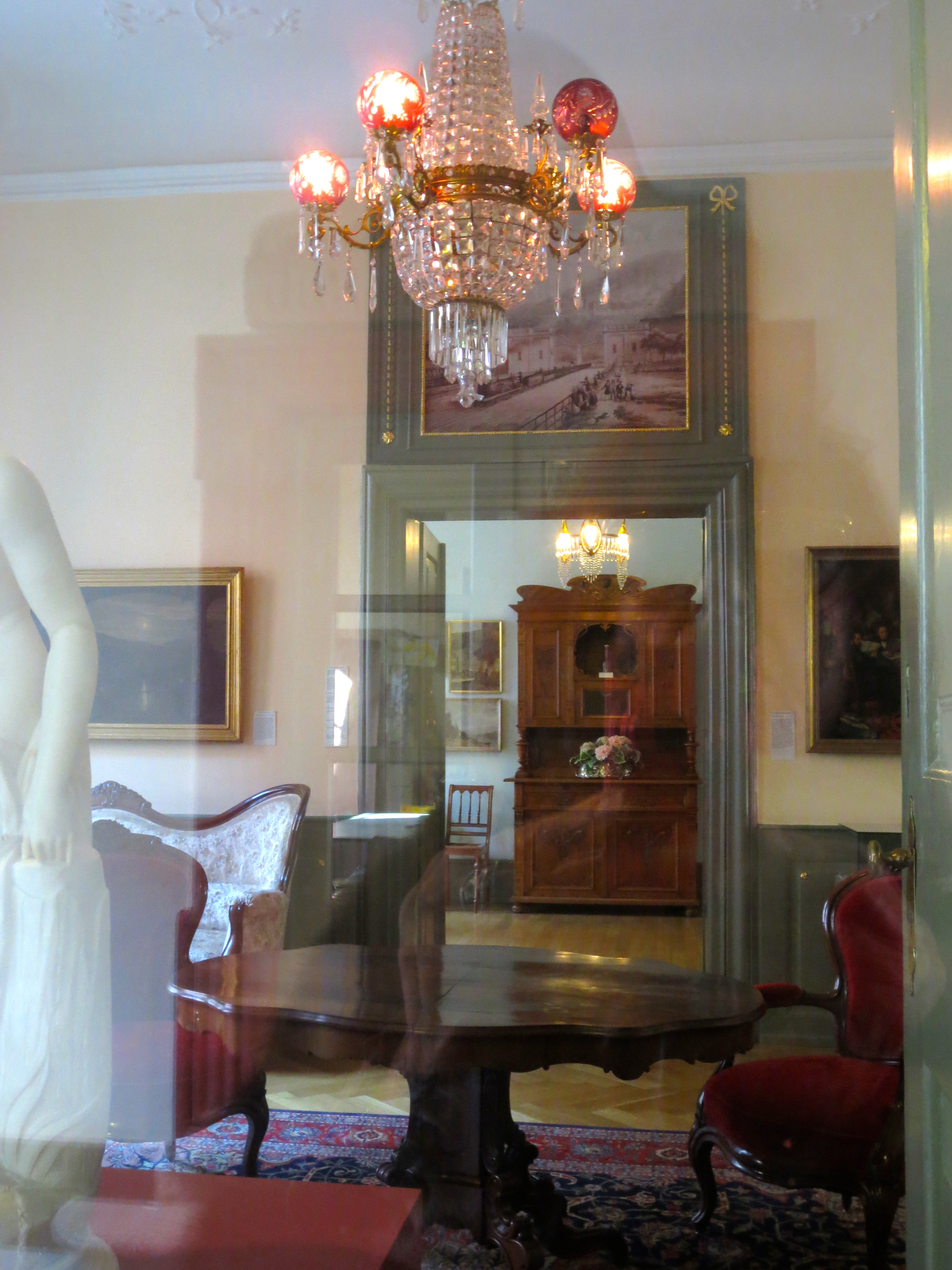
Durchgang zum Innenhof des Kurpfälzischen Museums mit Blick durch Sicherheitsglas auf einen Salon mit Mobiliar aus der Epoche Louis Philippe
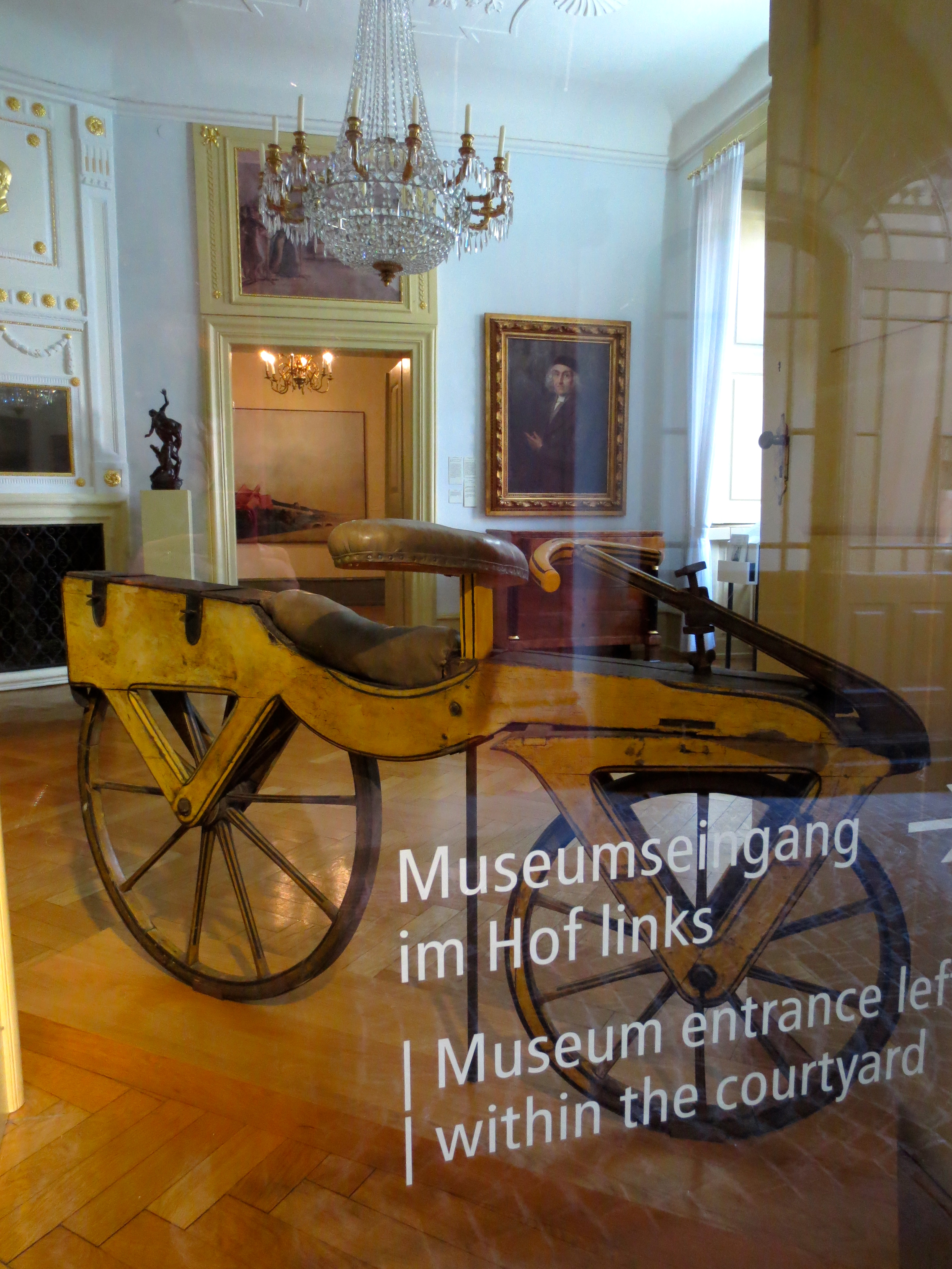
Durchgang zum Innenhof des Kurpfälzischen Museums mit Blick durch Sicherheitsglas in einen Salon auf eine Draisine benannt nach Karl von Drais, dem Entwickler
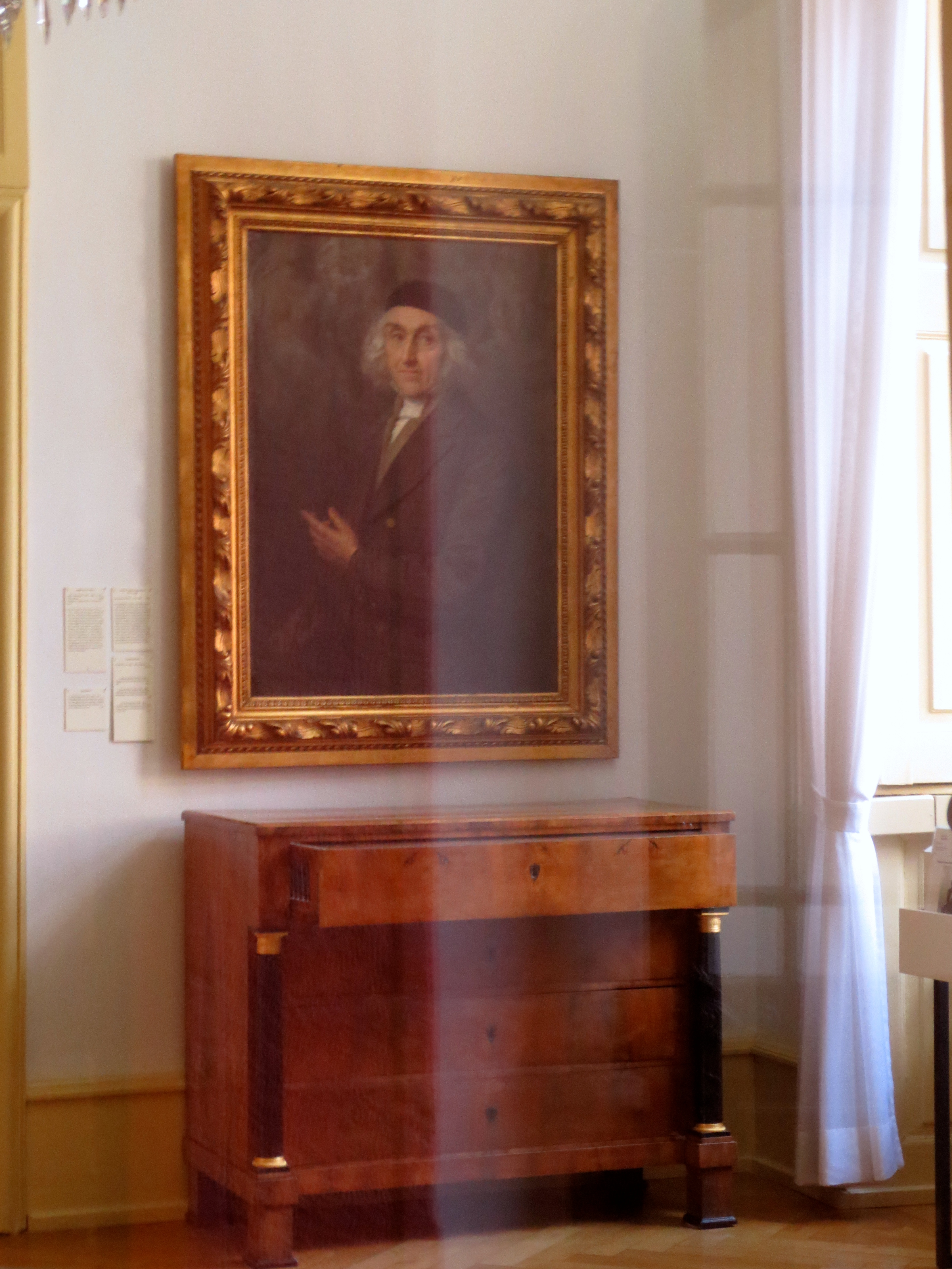
Durchgang zum Innenhof des Museums, Porträt Charles de Graimberg, „Retter des Heidelberger Schlosses“, über einer Biedermeier Schreibkommode
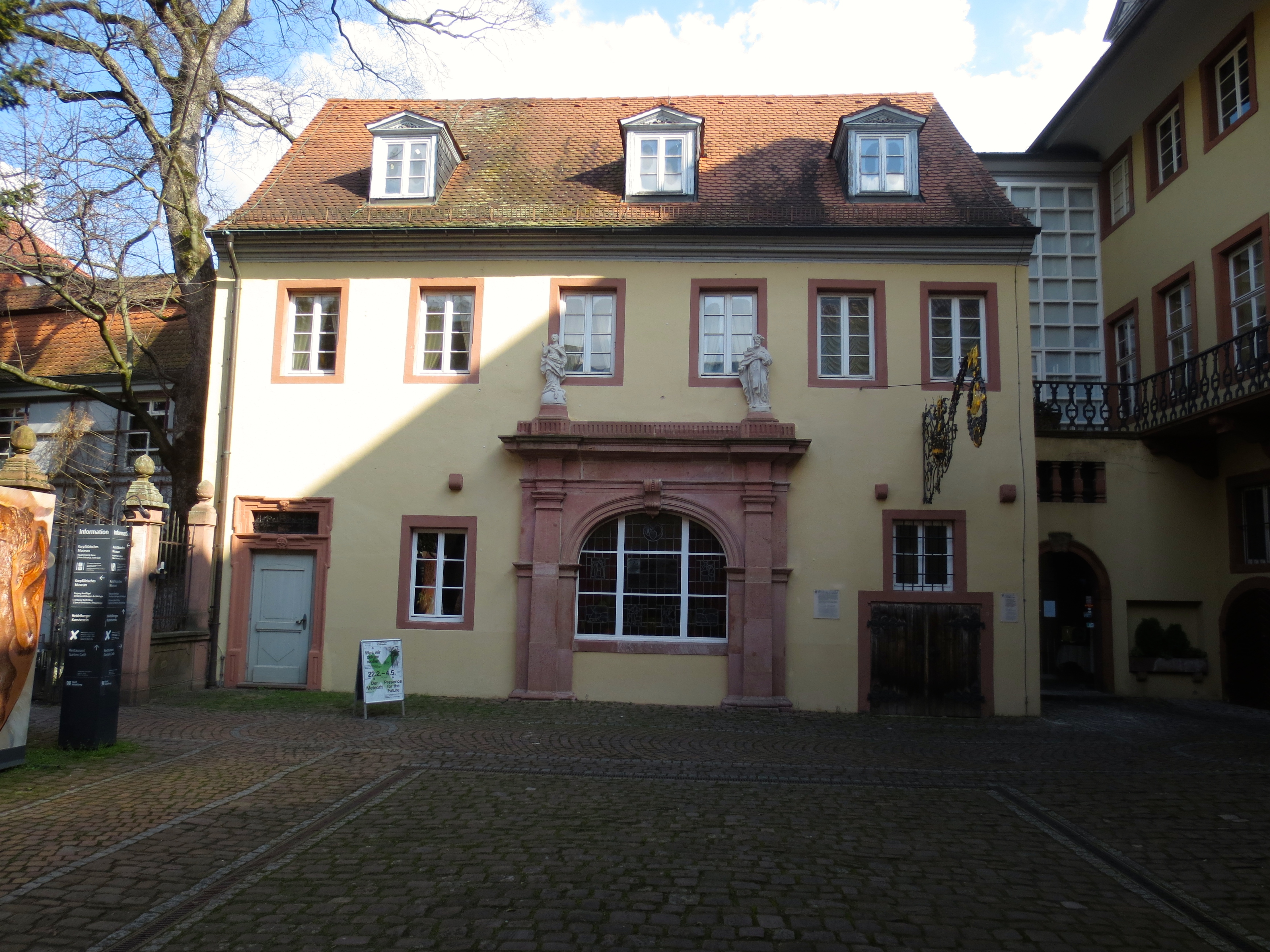
Östlicher Seitentrakt am Palais Morass, dem Kurpfälzischen Museum der Stadt Heidelberg im Innenhof der Anlage
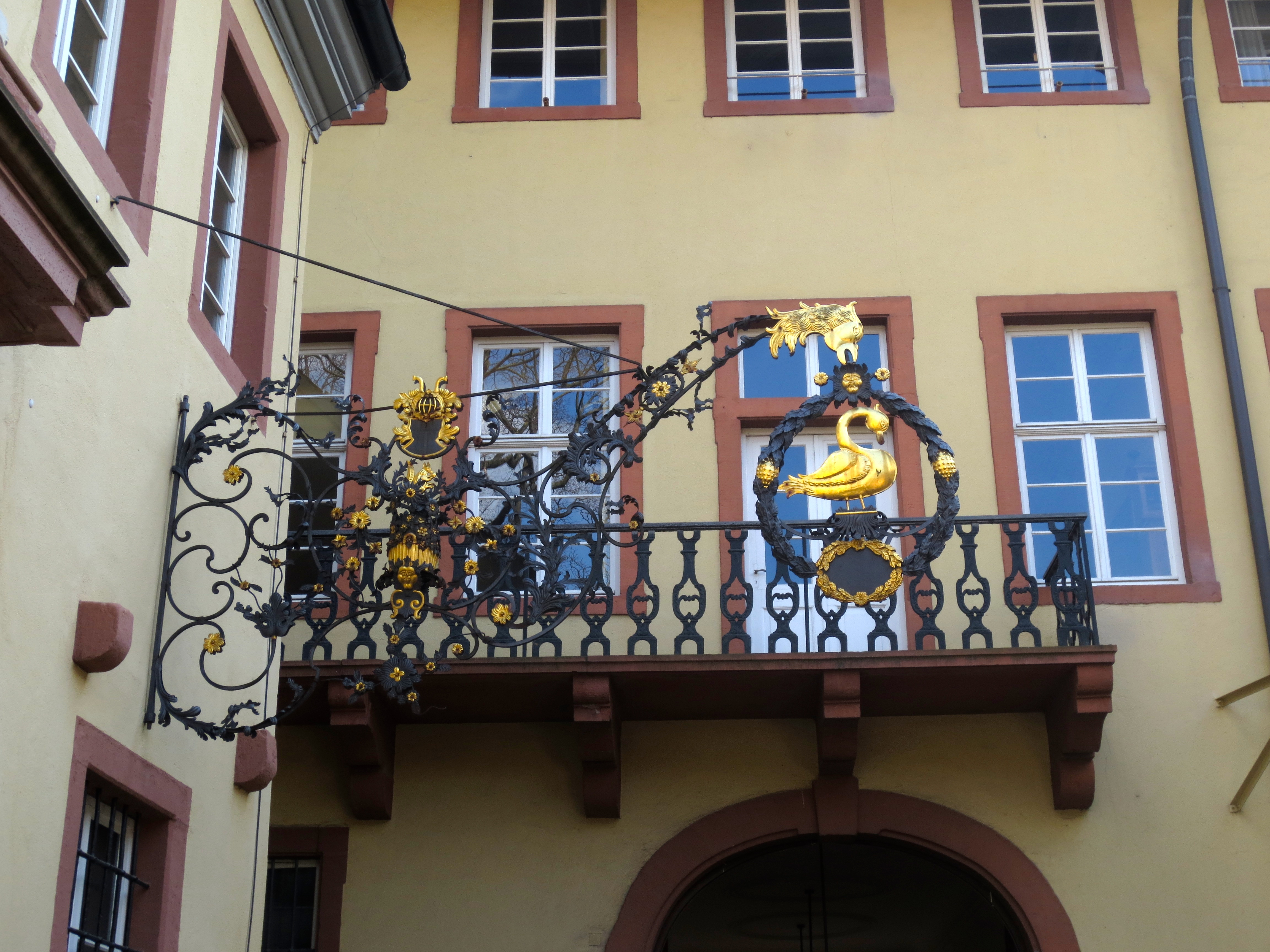
Nasenschild aus Schmiedeeisen im Innenhof am Nebentrakt des Kurpfälzischen Museums im Palais Morass
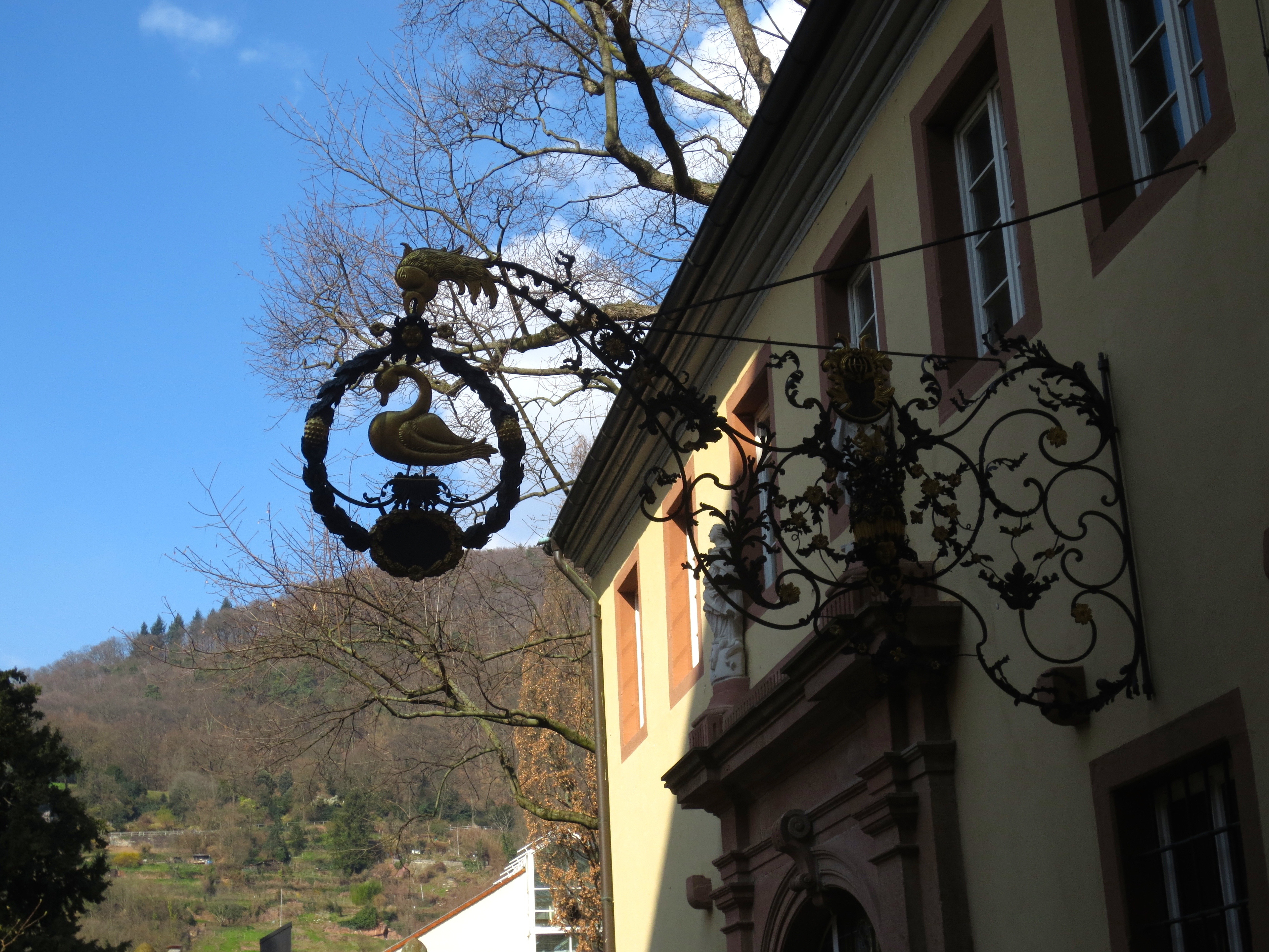
Das schmiedeeiserne Nasenschild am Nebentrakt mit Blick auf den Heiligenberg und den Philosophenweg
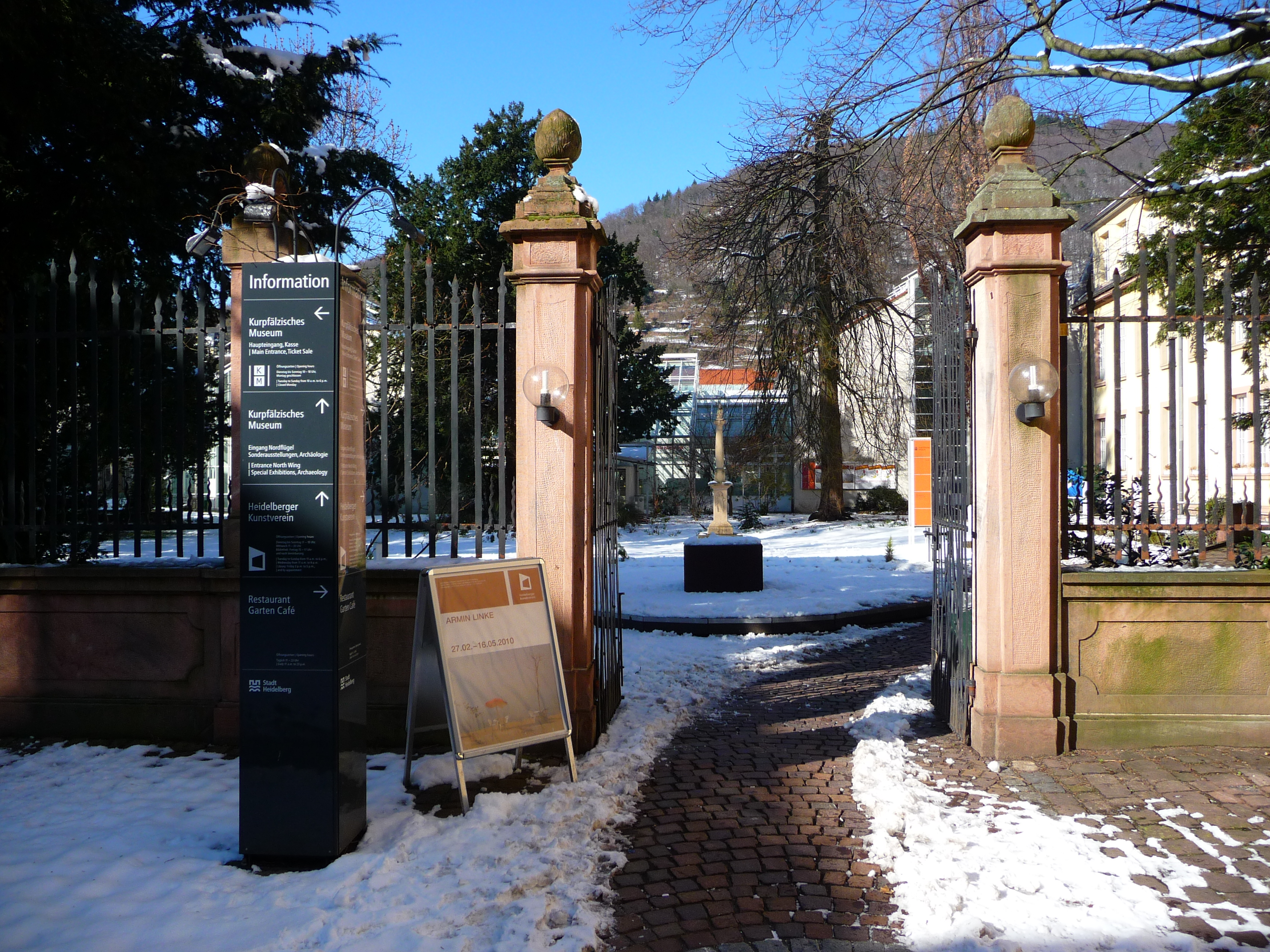
Blick in den ehemaligen Park des Palais Morass, heute Museumsgarten, sommers mit Außenbewirtung vom Museumsrestaurant

### Skulpturen

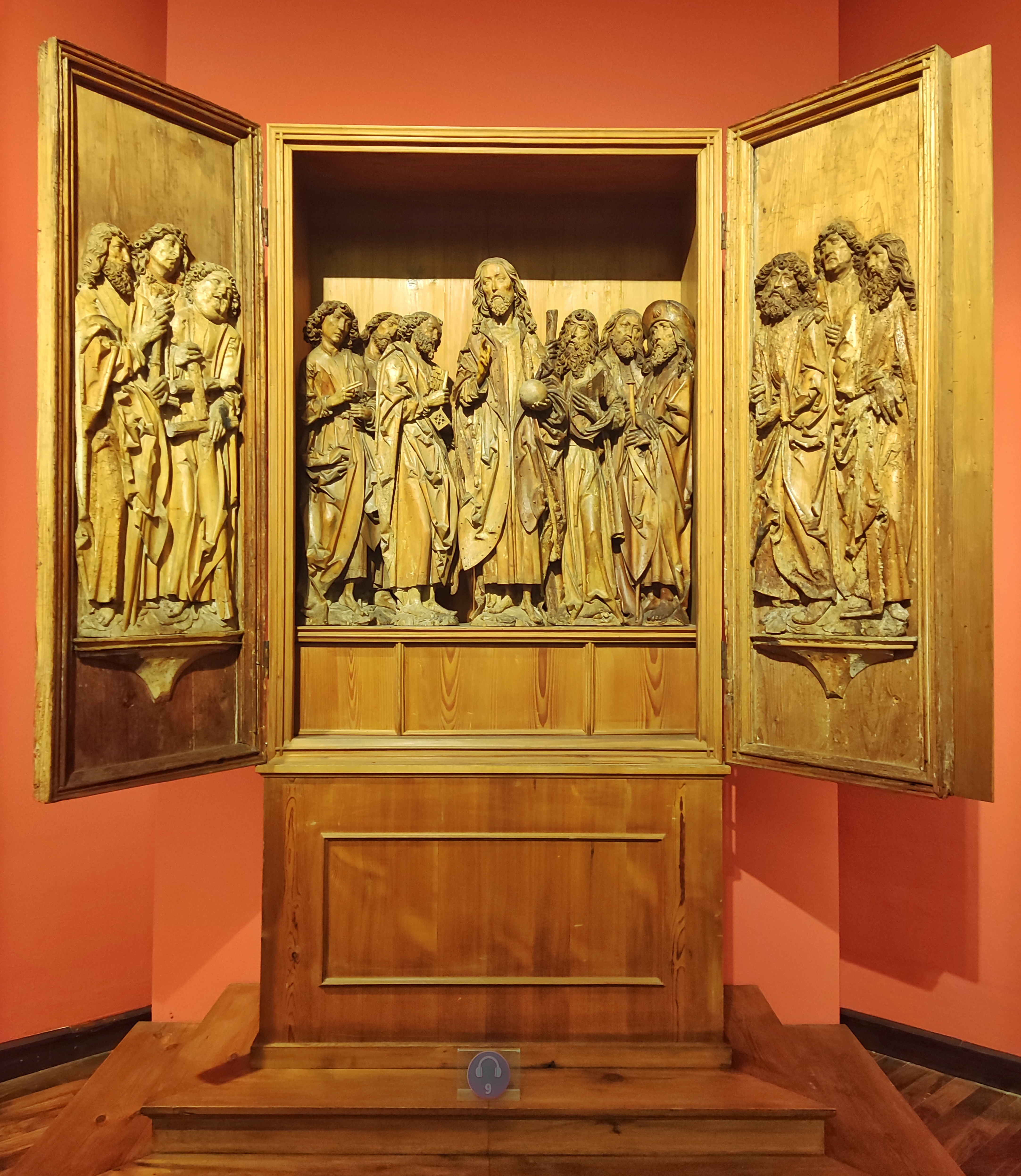
Zwölfbotenaltar von Tilmann Riemenschneider

Knapp sechshundert Einträge – Werke vom 12. bis 20. Jahrhundert – enthält das Inventar für Skulpturen. Nur die wichtigsten Objekte befinden sich in der Dauerausstellung.
Ausgestellt sind im Bereich der Stadtgeschichte unter anderem die mittelalterlichen Grabsteine aus dem ehemaligen Augustinerkloster, die frühbarocken Skulpturen von Heidelberger Altstadthäusern sowie die Originalfiguren der Alten Brücke, Kurfürst Carl Theodor und die Göttin Minerva, nebst ihren Assistenzfiguren. In der Gemäldegalerie bildet der ursprünglich für die Pfarrkirche in Bad Windsheim hergestellte Zwölfbotenaltar von Tilman Riemenschneider, dem herausragenden Bildhauer der Spätgotik. Eine weitere Attraktion der Galerie ist Wilhelm Lehmbrucks Steinguss „Rückblickende“. Sie ist im Neubau des Museums aufgestellt und gehört zu den wenigen von dem Künstler eigenhändig signierten Werken.

### Stadtgeschichte
Die Präsentation der Stadtgeschichte schlägt einen großen Bogen vom Mittelalter bis in das 20. Jahrhundert. Das so genannte Lapidarium zeigt neben einem Modell der mittelalterlichen Kernaltstadt die ältesten steinernen Relikte Heidelbergs (mittelalterliche Epitaphien, Schlusssteine aus dem ehemaligen Augustinerkloster etc.). In einem zweiten, der „Alten Brücke“ gewidmeten Raum sind die originalen Brückenfiguren des Hofbildhauers Linck aufgestellt. Ferdinand Kobells einzigartiger Bilderzyklus des Eisgangs von 1784 dokumentiert die verheerenden Folgen dieser Naturkatastrophe, die zum Bau des berühmten Wahrzeichens der Stadt führten. Der dritte Saal des Untergeschosses zeigt spektakuläre Funde der stadtarchäologischen Grabungen auf dem Kornmarkt. Durch die Rekonstruktion einer Küche mit Feuerstelle und Möbeln wird hier das „Leben in Heidelberg um 1600“ nachvollzogen. In das bürgerliche Zeitalter und die neuere Entwicklung ab 1800 führen vier Räume im Erdgeschoss des Palais Morass. Schwerpunkte bilden die „Heidelberger Romantik“, die „Badische Revolution um 1848/49“ und „Heidelberg um 1900“.

### Weitere Außenstellen

#### Textilsammlung Max Berk
Die 1978 von dem Nußlocher Fabrikanten Max Berk gegründete Textilsammlung gehört seit Januar 2002 zur Abteilung Kunsthandwerk. Sie befindet sich in der 1733 von Johann Jakob Rischer erbauten, ehemaligen evangelischen Kirche von Ziegelhausen (Brahmsstraße 8, 69118 Heidelberg) sowie dem angebauten Pfarrhaus. Die Ausstellungsfläche beläuft sich heute auf ca. 600 m². Das Museum selbst gliedert sich in mehrere, jedoch nur temporär zu besichtigende Ausstellungsbereiche. Im Vordergrund steht ein umfangreicher Fundus von Damenkostümen, wobei einige Originale bis in die zweite Hälfte des 18. Jahrhunderts zurückreichen. Ergänzt wird dieser Bereich durch verschiedene Accessoires, textile Gebrauchsgegenstände und dekorative Textilobjekte. Wertvolle Exponate aus dem außereuropäischen Raum, wie zum Beispiel Textilien aus Indien, Batiken aus Java, Ikats aus Bali und peruanische Grabfunde findet der Besucher in einem weiteren Bereich. Eine bedeutende und umfangreiche Sammlung antiker Patchwork-Quilts aus England und den USA aus den letzten zwei Jahrhunderten stellt einen der Schwerpunkte der Textilsammlung Max Berk dar.
Als Spiritus Rector galt Dr. Klaus Sieble, der die Gründung der Textilsammlung Max Berk im Jahre 1978 entscheidend geprägt und deren Geschicke bis 2001 gelenkt hatte. Klaus Siebler ist am 26. Dezember 2022 im Alter von 87 Jahren verstorben. Heidelberg verdankt seinem Engagement ein außergewöhnliches Museum im Stadtteil Ziegelhausen. Seit über 40 Jahren bereichert die Textilsammlung Max Berk das kulturelle Leben am Neckar und genießt als Ausstellungshaus für textile Kunst und Kulturgeschichte internationales Renommee.

#### Mark Twain Center

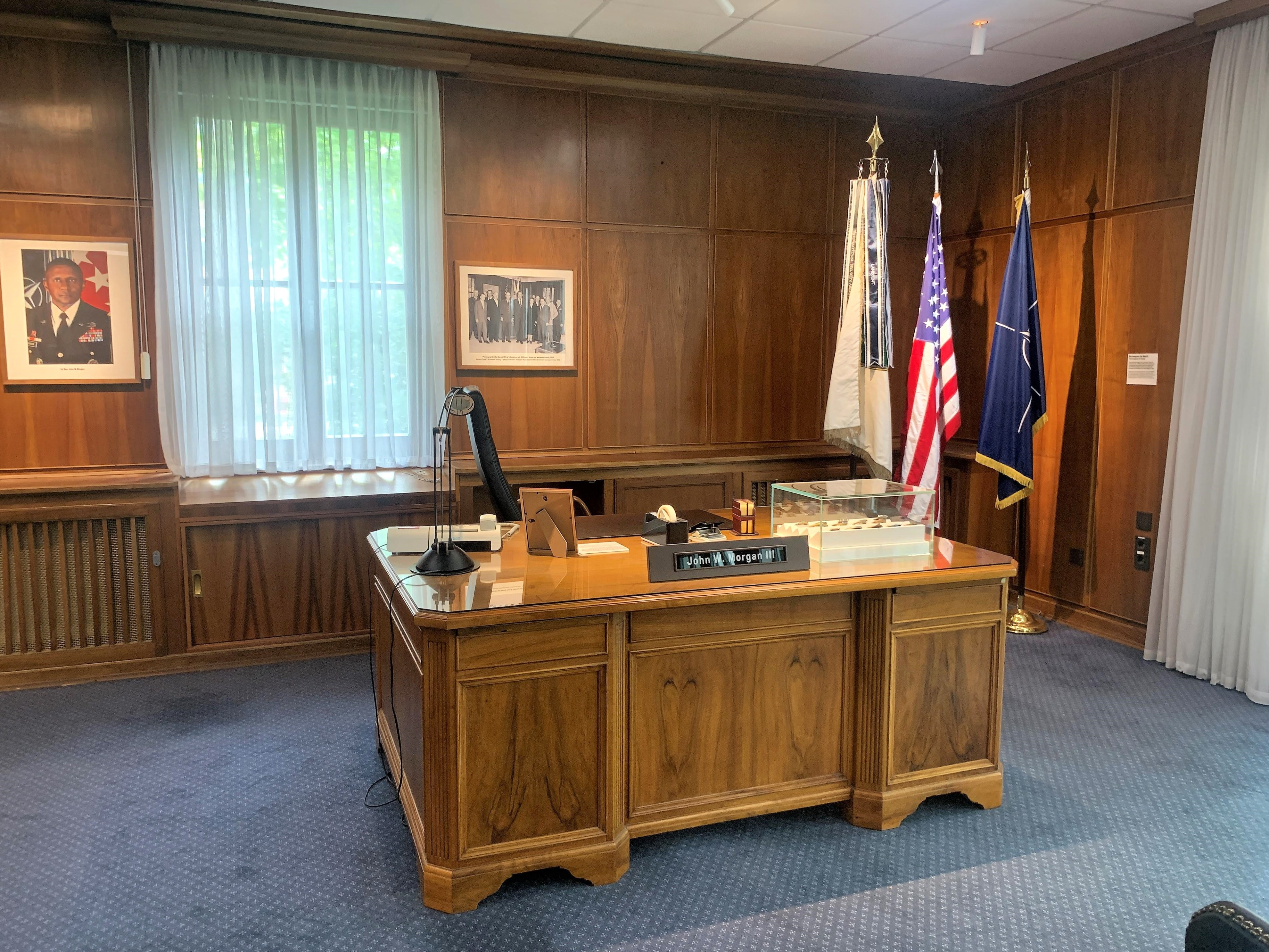
Ehemaliges Zimmer des Oberkommandierenden der 7. US-Armee im Mark Twain Center

Das Mark Twain Center für transatlantische Beziehungen, das am 22. Mai 2022 für die Öffentlichkeit eröffnet wurde, ist die jüngste bzw. neueste Außenstelle des Kurpfälzischen Museums. Es liegt innerhalb der Mark-Twain-Village in der Südstadt im ehemaligen Hauptquartier der 7. US-Armee. Im Fokus der Außenstelle steht vor allem das Multimedia-Ausstellung „Join the Story“; ebenso soll dieser Ort auch für zum Beispiel Kultur und Begegnungen dienen.

### Weitere Angebote
Weitere Angebote des Museums sind die museumspädagogische Abteilung, das „Kunstwerk des Monats“ und ein Museumsshop.
Der Kunstverein Heidelberg, der Gegenwartskunst präsentiert, hat direkt anschließend seine Räume.